# The Profane
The Profane é uma banda do Paraguai, que mistura death metal, punk rock e rock and roll, resultando num estilo chamado de death´n´roll. O grupo foi formado no ano de 2002 em Assunção, capital de seu país. Até 2010, o grupo havia lançado três trabalhos, sendo uma demo, um álbum e um EP.

## História
O The Profane foi formado em Assunção, no ano de 2002, estabelecendo-se como um quarteto que executa um som pesado, mas com levadas punk e rock n´roll. Inicialmente, a banda era apenas um projeto paralelo dos guitarristas Victor Sarria e Marcelo Arriola (este também atuava como baterista), do baixista Eulogio Garcia e do vocalista David Arriola, todos integrantes de uma outra banda paraguaia, o Slow Agony. Pouco após o lançamento de um álbum, em 2002, o Slow Agony se desfez e todos os seus integrantes estabeleceram-se apenas como The Profane. A temática abordada pelas letras deste grupo gira em torno de assuntos ligados à sociedade. Suas composições, bem como os títulos de seus álbuns são todos em inglês. Em sua sonoridade observa-se grande influência de grupos como Entombed, Ratos de Porão e Napalm Death.
O primeiro trabalho do The Profane foi uma demo de nome Death And Roll From Hell, lançada em 2004. No ano de 2007 o grupo lançou o álbum Chaosbreed, contendo onze músicas. Em 2008 lançaram ainda um EP chamado Fuck Off Rock Star, contendo cinco composições.
Em 17 de agosto de 2007, o The Profane apresentou-se em Lima, no Peru e, dois dias depois, em Manizales, na Colômbia. Em 29 de setembro do mesmo ano, o grupo apresentou-se em Cuiabá, no Mato Grosso, tocando no mesmo festival que a banda brasileira Sepultura, além de outras bandas. Em 27 de abril de 2008, o The Profane apresentou-se em seu próprio país, abrindo o show de Paul Di'Anno. Ao longo do restante daquele ano e em várias ocasiões em 2009 o grupo apresentou-se também na Argentina.
Atualmente, o The Profane é formado pelos irmãos David Arriola (vocalista), Marcelo Arriola (guitarrista) e Diego Arriola (baixista), além do baterista Hernan Gonzáles, que também é integrante da banda paraguaia Patriarca.

## Integrantes Atuais
- David Arriola - vocal
- Marcelo Arriola - guitarra
- Diego Arriola - baixo
- Hernan Gonzáles – bateria (também membro da banda Patriarca, de thrash metal.

## Ex-Integrantes
- Sebastian Lesma – baixo (ex-integrante da banda Steel Rose, de thrash metal).
- Eulogio Garcia - baixo
- Victor Sarria – guitarra.

## Discografia
- Death And Roll From Hell (demo, 2004)
- Chaosbreed (álbum, 2007)
- Fuck Off Rock Stars (EP, 2008)

## Curiosidades
Em 2002 a banda londrinense Subtera lançou um álbum (Nothing And Death), onde tecia agradecimentos à banda paraguaia Slow Agony, cujos membros dariam origem ao The Profane.